# Johann Moth
Johann Moth (* 11. Februar 1639 in Breklum; † 6. Januar 1705 in Kopenhagen) war ein dänischer Archivar und Büchersammler.

## Leben und Wirken
Johann Moth war ein Sohn von Nicolaus Moth (* um 1614; † 16. März 1642) und dessen Ehefrau Brigitte, geborene Lange (* 22. Oktober 1610; † 26. April 1706). Der Vater wirkte seit 1638 als Pastor in Breklum. Die Mutter war zuvor in erster Ehe mit Johannes Breckling (1588–1637) gewesen, der der Amtsvorgänger Nicolaus Moths in Breklum gewesen war.
Nach einem Schulbesuch in Flensburg studierte Moth ab 1661 in Helmstedt. Er beschäftigte sich insbesondere mit juristischen Studien bei Hermann Conring und besuchte Vorlesungen von Georg Calixt. Er bereiste mehrere Universitätsstädte und bekam 1664, vermutlich vermittelt durch Paul Moth, eine Stelle bei der Deutschen Kanzlei. Im Februar 1667 wurde er zum Sekretär, zehn Monate später zum Archivar ernannt. Zu seinen Aufträgen gehörte, das Kanzleiarchiv zu sortieren und die Bestände zu erweitern.
1671 verbrachte Moth ein halbes Jahr in Gottorf. Gemeinsam mit dem dortigen Geheimarchivar Burchard Niederstett sollte er das Gemeinschaftliche Archiv beider Landesherren einer Revision unterziehen. Außerdem sollten sie bedeutende Dokumente kopieren. 1686 arbeitete er hier erneut in diesem Sinne, nun mit Marquard Gude. Moths Wissen über die Archivalien nutzte unter anderem Christoph Gensch von Breitenau bei dessen Oldenburger Erbschaftsstreit. Hier halfen ihm die Schriften, die Ansprüche des Königs gegen den Herzog von Gottorf durchzusetzen.
Ab 1689 arbeitete Moth als Archivar der Deutschen Kanzlei und sämtlicher Regierungsarchive in den Herzogtümern und in den Grafschaften Oldenburg und Delmenhorst. Außerdem wurde er zum Kanzleirat ernannt. 1701 wurde er Justizrat. Zwei Jahre später übernahm er den Vorsitz einer Kommission, die das Archiv der Deutschen Kanzlei final ordnen sollte. Als offensichtlich einzige Person, die wirklich mit dem Archiv vertraut war, starb er vor Beginn der Arbeiten.
Moth arbeitete zu einer Zeit, als die Zentralverwaltung Dänemarks gestrafft und geordnet werden sollte. Da auf das Archiv zu stark zugegriffen wird, konnte er keine nachhaltige Wirkung erzielen. Hinzu kam im Jahre 1704 ein Umzug, während dem die Bestände in Säcken aufbewahrt wurden. 1714 ereignete sich ein Brand, bei dem man zur Rettung der Dokumente diese aus dem Fenster warf. Dies zerstörte Moths Arbeit nahezu vollständig. Moth sammelte selbst Bücher und Handschriften, von denen heute nur noch der gedruckte Versteigerungskatalog existiert. Ihm gehörte bspw. der komplette handschriftliche Nachlass von Zacharias Lund.
Moth war seit dem 9. Dezember 1689 verheiratet mit Sibylle Amalie von Sudermann, die nach 1705 starb. Die Ehe blieb kinderlos. Moth hatte jedoch einen unehelichen Sohn, den er später legitimierte.